# Furlanija-Julijska krajina
Furlanija-Julijska krajina (talijanski: Friuli-Venezia Giulia, furlanski: Friûl Vignesie Julie, slovenski: Furlanija-Julijska krajina, njemački: Friaul-Julisch Venetien) je autonomna regija u sjeveroistočnoj Italiji. Regija graniči sa Slovenijom, Austrijom, te s talijanskom regijom Veneto. Južna granica regije je sjeverna obala Jadrana. Regija je sa sjevera omeđena Alpama.

## Povijest
Regija Furlanija-Julijska krajina je u potpunosti stvorena pripajanjem Zone A Italiji 1954. godine. Republika Italija je 1963. godine, odlučila spojiti svoj dio bivšeg Slobodnog teritorija Trsta s Furlanijom koju su do tada činile pokrajine Udine i Gorica. Pokrajina Pordenone stvorena je tek 1968. godine odvajanjem od pokrajine Udine. Novostvorena regija je ovim dobila i određenu autonomiju. Budući da je ovim spajanjem stvorena regija s raznolikim stanovništvom različite kulture i povijesti, regiju je karakterizirala nesloga.
Odluku da se Trst proglasi glavnim gradom regije, popratilo je neslaganje furlanskog stanovništva koje se i danas u velikom broju protivi toj odluci, smatrajući Udine boljim rješenjem.

## Zemljopis
Regija Furlanija-Julijska krajina sastoji se od Furlanije koja čini oko 90% teritorija (s povijesnim glavnim mjestom Udine) i dijela tzv. Julijske krajine koja je ostala dio Italije nakon Drugog svjetskog rata. Ne postoji jasna granica između ova dva teritorija, neki kao granicu smatraju rijeku Timavu, dok drugi smatraju da bi granica trebala biti rijeka Soča.
Regija graniči s:
- na sjeveru - Austrija (Koruška)
- na istoku - Slovenija (Goriška i Obalno-kraška)
- na zapadu - Veneto
- na jugu - Jadransko more

Reljef regije je većinom planinski, planine čine 42,5% ukupnog teritorija, ravnice 38,1%, a brežuljci 19,3%.

## Gospodarstvo
Ova tablica prikazuje BDP i BDP per capita u Furlaniji-Julijskoj krajini od 2000. do 2006. godine:
|                         | 2000.    | 2001.    | 2002.    | 2003.    | 2004.    | 2005.    | 2006.    |
| ----------------------- | -------- | -------- | -------- | -------- | -------- | -------- | -------- |
| BDP (u milijunima eura) | 27.255,0 | 28.908,9 | 29.938,7 | 30.384,4 | 31.411,3 | 32.739,2 | 34.306,3 |
| BDP p/c (u eurima)      | 23.101,4 | 24.449,3 | 25.209,4 | 25.428,4 | 26.143,4 | 27.135,7 | 28.342,9 |

### Poljoprivreda
Reljef regije ne dopušta veliki razvoj poljoprivrede. Najviše se uzgajaju kukuruz i šećerna repa, dok je u brdovitim područjima razvijeno vinogradarstvo. Uzgoj stoke, pogotovo goveda, premašuje regijonalne zahtjeve i izvozi se u druge regije. Ministarstvo poljoprivrede priznalo je 120 proizvoda u Furlaniji-Julijskoj krajini kao "tradicionalna".

### Industrija
Industrijalizacija u Furlaniji-Julijskoj krajini počela je razvojem velike osnovne industrije na obali. Razvoj ove teške industrije je danas u opadanju, a zamjenjuju je mala i srednja obrtništva. Među granama koje su najviše u razvoju su mehanička (posebno u Pordenoneu) i tekstilna industrija, te proizvodnja namještaja. U Udinskoj pokrajini, tercijarni sektor zapošljava oko dvije trećine radno aktivnog stanovništva. Teška industrija koja je prije bila snažno zastupljena u Udinama je danas maknuta u druge krajeve.

## Stanovništvo
Furlanija-Julijska krajina sastoji se od dva povijesno i kulturno različita dijela, Furlanije (pokrajine Pordenone i Udine) i Julijske krajine (pokrajine Gorica i Trst). Iako je u prošlosti postojala velika razlika između lučki orijentiranog napučenog Trsta i poljoprivredno orijentirane Furlanije, danas je situacija izmijenjena: u pokrajinama Udine i Pordenone živi oko 70% stanovništva regije i te regije su danas gospodarski najznačajnije. Iako veliki broj stanovništva živi u velikim urbanim središtima, većina živi u mjestima manje i srednje veličine, dok su planine slabo naseljene.
Ovo je jedna od regija koju je najviše pogodila emigracija izazvana gospodarskim padom, posljedicama rata, teritorijalnim promjenama i potresom 1976. godine. Najveći broj stanovništva odselio se u Argentinu i SAD. Ovaj fenomen smanjen je tek 1970-ih, zahvaljujući gospodarskom rastu i potresu koji je izazvao veliku obnovu u Furlaniji.
Rast stanovništva je danas zanemariv; nizak natalitet (8,2‰ 2003. godine, naspram stope mortaliteta od 12,4‰) nadoknađuje se uvozom brojnih imigranata.
| Pokrajina                  | Stanovništvp (1. siječnja 2007.) | Površina(km²) | Gustoća(ab/km²) |
| -------------------------- | -------------------------------- | ------------- | --------------- |
| GO                         | 141.229                          | 466           | 303             |
| PN                         | 303.258                          | 2.178         | 139             |
| TS                         | 236.512                          | 212           | 1.115           |
| UD                         | 531.603                          | 4.905         | 108             |
| Furlanija-Julijska krajina | 1.212.602                        | 7.845         | 154             |

Općine u regiji s više od 10.000 stanovnika su (podaci ISTAT-a 31. prosinca 2006.)
| Općina                  | Stanovništvo | Pokrajina |
| ----------------------- | ------------ | --------- |
| Trst                    | 208.621      | TS        |
| Udine                   | 96.750       | UD        |
| Pordenone               | 50.518       | PN        |
| Gorica                  | 36.172       | GO        |
| Monfalcone              | 27.701       | GO        |
| Sacile                  | 19.577       | PN        |
| Cordenons               | 18.247       | PN        |
| Codroipo                | 15.159       | UD        |
| Porcia                  | 14.792       | PN        |
| Azzano Decimo           | 14.457       | PN        |
| San Vito al Tagliamento | 14.241       | PN        |
| Tavagnacco              | 13.783       | UD        |
| Milje                   | 13.414       | TS        |
| Latisana                | 13.037       | UD        |
| Cervignano del Friuli   | 12.861       | UD        |
| Ronchi dei Legionari    | 11.810       | GO        |
| Spilimbergo             | 11.733       | PN        |
| Maniago                 | 11.632       | PN        |
| Cividale del Friuli     | 11.515       | UD        |
| Gemona del Friuli       | 11.080       | UD        |
| Fiume Veneto            | 10.903       | PN        |
| Fontanafredda           | 10.719       | PN        |
| Tolmezzo                | 10.539       | UD        |

## Uprava
Autonomna regija Furlanija-Julijska krajina podijeljena je u četiri pokrajine i 219 općina.
| Pokrajina | Glavni grad | Općine |
| --------- | ----------- | ------ |
| GO        | Gorica      | 25     |
| PN        | Pordenone   | 51     |
| TS        | Trst        | 6      |
| UD        | Udine       | 137    |

U regiji su oformljene četiri gorske zajednice (Comunità montana; Gorska skupnost).
| Gorska zajednica                                            | Položaj                                   | Općine | Pokrajina | Web stranica                                                                |
| Comunità Montana della Carnia                               | Tolmezzo                                  | 28     | UD        | Arhivirana inačica izvorne stranice od 9. prosinca 2008. (Wayback Machine)  |
| Comunità Montana del Gemonese, Canal del Ferro e Val Canale | Pontebba, Gemona del Friuli               | 15     | UD        | Arhivirana inačica izvorne stranice od 16. lipnja 2011. (Wayback Machine)   |
| Comunità Montana del Torre, Natisone e Collio               | San Pietro al Natisone, Cormons, Tarcento | 25     | UD-GO     | Arhivirana inačica izvorne stranice od 8. studenoga 2014. (Wayback Machine) |
| Comunità Montana del Friuli Occidentale                     | Barcis, Meduno, Polcenigo                 | 27     | PN        |                                                                             |

## Kultura

### Jezici
| Jezik      | Postotak |
| ---------- | -------- |
| talijanski | 53,5%    |
| furlanski  | 43 %     |
| slovenski  | 4,7 %    |
| njemački   | 0,4 %    |

Udio po pokrajinama:
| Pokrajina | Talijanski | Furlanski | Slovenski |
| --------- | ---------- | --------- | --------- |
| Pordenone | 53,8 %     | 37 %      | 2,5 %     |
| Udine     | 21,7%      | 74,9%     | 3,3%      |
| Gorica    | 70,3 %     | 24,6%     | 7,4%      |
| Trst      | 91 %       | 1,7 %     | 7,1 %     |

Veliki dio stanovništva Furlanije govore ili barem razumiju furlanski jezik koji je široko raširen i zaštićen u regiji.
Druga značajna jezična zajednica je slovenska koja ima oko 60.000 govornika. Slovenski jezik je raširen u Goričkoj i Tršćanskoj pokrajini (koje su dvojezične) i djelomično u Udinskoj pokrajini.
Postoje i manje zajednice govornika njemačkog jezika u Kanalskoj dolini (Val Canale) i Karniji (Carnia)  u općinama Sauris i Timau.
Venetski jezik, u njegovim lokalnim oblicima, raširen je uz obalu.

### Sport
Najveći sportski objekti u regiji su:
- Stadio Friuli u Udinama
- Stadio Nereo Rocco u Trstu
- Stadio Giuseppe Grezar u Trstu

Neki od nogometnih klubova su: Udinese Calcio (Serie A), Triestina (Serie B), Pordenone Calcio, Associazione Calcio Monfalcone i dr.

## Galerija fotografija
- Gorica
- Pordenone
- Trst
- Udine

## Vanjske poveznice
- (tal.)Stranica regionalnog vijeća  Arhivirana inačica izvorne stranice od 13. lipnja 2007. (Wayback Machine)
- (tal.)(engl.)(njem.)Službeni turistički portal pokrajine
- (tal.)(engl.)(njem.)Turističke informacije o regiji  Arhivirana inačica izvorne stranice od 18. siječnja 2008. (Wayback Machine)
- (tal.)(engl.)(slov.)Zračna luka Furlanije-Julijske krajine
- (tal.)(furl.)(slov.)(engl.)(njem.)Vrijeme u regiji
- (tal.)(engl.)(fr.)Regionalni parkovi i prirodni rezervati
- (tal.)(engl.)(furl.)Dvorci u regiji